# Lotarův vrch
Lotarův vrch är ett berg i Tjeckien.   Det ligger i regionen Ústí nad Labem, i den nordvästra delen av landet, 80 km norr om huvudstaden Prag. Toppen på Lotarův vrch är 510 meter över havet, eller 132 meter över den omgivande terrängen. Bredden vid basen är 2,4 km.
Terrängen runt Lotarův vrch är huvudsakligen kuperad, men åt sydväst är den platt.Runt Lotarův vrch är det ganska tätbefolkat, med 120 invånare per kvadratkilometer. Närmaste större samhälle är Ústí nad Labem, 13,3 km sydväst om Lotarův vrch. I omgivningarna runt Lotarův vrch växer i huvudsak blandskog.